# Heja dom som vinner!
Heja dom som vinner! är ett studioalbum av rockgruppen Babian, utgivet den 23 november 2012 via HepTown Records. Albumet är den tredje i ordningen för gruppen och innehåller singlarna Ung Man och Peter Pan.
Albumet producerades av Babian tillsammans med Sonny Boy Gustafsson som vanligtvis jobbar med Miss Li. Håkan Sörle från The Baboon Show stod för det tekniska som inspelning och mixning. Albumet spelades in i Studio Gröndahl juli 2011.
Babian själva har förklarat skivan som en diagnos på streberkulturen och ett slag mot vinnarkulturen. I SVT:s TV-program Go'kväll förklarade sångaren Tobias Allvin att Sverige har en vinnarkultur, där man inte vågar försöka om man inte kommer ut som vinnare om det så gäller ens CV eller musikkarriär.

## Mottagande
Albumet fick i stort sett övervägande positiv kritik med näst högst betyg från till exempel GAFFA, Sydsvenskan, Zero Magazine, Dalarnas Tidningar, Hallands Nyheter, Norran och Smålandsposten. Även Dagens Nyheter, Nöjesguiden och Barometern gav positivt betyg.

## Låtlista
Albumet gavs ut med olika låtordningar för CD/digital och LP. Nedan följer låtordningen för LP.
| Nr           | Titel                  | Text          | Musik                                                            | Längd |
| ------------ | ---------------------- | ------------- | ---------------------------------------------------------------- | ----- |
| 1.           | Ung Man                | Tobias Allvin | Tobias Allvin, Conny Andersson, Christian Norefalk, Anders Baeck | 3:35  |
| 2.           | Tillbaks i business    | Tobias Allvin | Tobias Allvin, Conny Andersson, Christian Norefalk, Anders Baeck | 2:46  |
| 3.           | Ta det till domstol    | Tobias Allvin | Tobias Allvin, Conny Andersson, Christian Norefalk, Anders Baeck | 3:42  |
| 4.           | Om inte nu så när?     | Tobias Allvin | Tobias Allvin, Conny Andersson, Christian Norefalk, Anders Baeck | 5:28  |
| 5.           | Östersjöns vida vatten | Tobias Allvin | Tobias Allvin, Conny Andersson, Christian Norefalk, Anders Baeck | 4:08  |
| 6.           | Peter Pan              | Tobias Allvin | Tobias Allvin, Conny Andersson, Christian Norefalk, Anders Baeck | 3:25  |
| 7.           | Allt är ljug           | Tobias Allvin | Tobias Allvin, Conny Andersson, Christian Norefalk, Anders Baeck | 2:29  |
| 8.           | Ljuset                 | Tobias Allvin | Tobias Allvin, Conny Andersson, Christian Norefalk, Anders Baeck | 2:42  |
| 9.           | Vi lär som vi lever    | Tobias Allvin | Tobias Allvin, Conny Andersson, Christian Norefalk, Anders Baeck | 3:20  |
| 10.          | Tid                    | Tobias Allvin | Tobias Allvin, Conny Andersson, Christian Norefalk, Anders Baeck | 3:11  |
| 11.          | Goodbye & Adjö         | Tobias Allvin | Tobias Allvin, Conny Andersson, Christian Norefalk, Anders Baeck | 4:13  |
| Total längd: | Total längd:           | Total längd:  | Total längd:                                                     | 39:43 |

## Medverkande
Musiker
- Tobias Allvin - sång, gitarr, piano, text, stråkarrangemang och blåsarrangemang
- Conny Andersson - gitarr, sång, munspel
- Anders Baeck - trummor, sång, tamburin
- Christian Norefalk - bas
- Anna Svensson - stråkar
- Fredrika Persson - stråkar
- Kate Eriksson - stråkar
- Cecilia Weissenreider - stråkar
- Lisa Bodelius - trombon
- Lars Hedstierna - saxofon
- Stina Hellberg - harpa
- Anders Ljunggren - hammondorgel
- Magnus Nörrenberg - piano
- Ole Reimer - flygelhorn
- Håkan Sörle - vissling

Produktion
- Sonny Boy Gustafsson - producent
- Håkan Sörle - inspelning, mixning
- Henrik Jonsson - mastring
- Christopher Ekfeldt - foto
- Krister Bladh - omslagsdesign[7]